# Norbert Pákula
Norbert Pákula (Breslau, Alemania, 9 de diciembre de 1924 - Buenos Aires, Argentina, 12 de julio de 2005), también conocido como Norberto Pákula o Altair, fue un astrólogo y autor fundador del Centro Astrológico de Buenos Aires. 

## Biografía
Nacido en Alemania en 1924, inició muy joven el estudio de la astrología en Francia en 1942. Sus primeros maestros fueron Guy Ugolini Santé y luego Frank Glahn. Ya en la Argentina, dictó el primer curso público de astrología en 1945 en la Agrupación Labor, Universidad Libre de Nueva Cultura y luego continuó con ciclos de charlas y clases en la Asociación Naturista de Buenos Aires y otros ámbitos. En 1959 comenzó la publicación de textos astrológicos que permitieron una mayor difusión del tema en esa ciudad. Luego de una de las charlas, el 19 de abril de 1961, junto con el Ing. Víctor Algasovsky fundó el Centro Astrológico de Buenos Aires, del que fue el primer presidente durante tres años y donde conoció a su esposa Clara. Años más tarde sufrió un accidente cerebrovascular que lo dejó postrado, lo que no impidió que continuara dictando clases y realizando contribuciones a la revista Conocimiento. En 1988 publicó un libro sobre las profecías de Benjamín Solari Parravicini y más adelante, junto con Alberto Bellsolá, tres tomos de un curso de astrología. Falleció en Buenos Aires el 12 de julio de 2005.

## Obras
- El libro de los novios: horóscopo de los enamorados (1959). Acuario, Buenos Aires. 103 páginas
- Astrología Científica (1960). Acuario, Buenos Aires. 176 páginas. Con seudónimo Altair
- El Testamento Profético de Benjamín Solari Parravicini, (1988). Kier, Buenos Aires. . ISBN 9501701492. Falta el |título= (ayuda)
- Astrología Contemporánea: Planetas y signos, con Alberto Bellsolá (2000). Continente, Buenos Aires. . ISBN 9789507540721. Falta el |título= (ayuda)
- Astrología Contemporánea: Aspectos, con Alberto Bellsolá (2004). Continente, Buenos Aires. . ISBN 9789507541469. Falta el |título= (ayuda)
- Astrología Contemporánea: Casas, con Alberto Bellsolá (2009). Continente, Buenos Aires (ed. póstuma). . ISBN 9789507542909. Falta el |título= (ayuda)